# Antonin de Sorrente
Pour les articles homonymes, voir Saint Antonin.
Antonin de Sorrente, né Antonino Cacciottolo, également connu sous le nom de saint Antonin abbé, et le surnom d'il picolo san Antonio, le petit saint Antoine (Campagna, après 550 - Sorrente, 14 février 625), est un moine bénédictin, ermite et abbé ; proclamé saint par l'Église catholique. Il est l'un des deux patrons de l'archidiocèse de Sorrente-Castellammare di Stabia.

## Biographie
Né après 550, Antonin perd ses parents vers l'âge de cinq ou six ans. Il est alors recueilli par les bénédictins de l'abbaye de Santa Maria de Strada (ou Furano) de Campagna, il y effectue son noviciat jusqu'à la fin du VIe siècle.
Il entre alors au monastère du Mont-Cassin (bien que certains rapports d'hagiographes des XVIIe et XIXe siècles identifient le monastère près de sa ville natale), mais bientôt, à la suite de l'assaut des Lombards en 589, il doit se réfugier à Castellammare di Stabia, hébergé par l'évêque du diocèse de Stabia, Catelle, qui deviendra par la suite saint et patron de cette ville.
Devenu homme de confiance de l'évêque, puis vicaire diocésain, il demande et obtient de Catelle l'autorisation de se retirer sur le mont Faito (des monts Lattari) tout proche, aspirant à une vie de solitude. S'étant choisi une grotte, il est rejoint peu de temps après par le nouveau vicaire. Les deux religieux y fondent un ermitage, qu'ils doivent bientôt abandonner à la suite d'accusations d'apostasie et d'adoration d'idoles qui alarment le pape Sabinien.
Peu de temps après, ils sont innocentés (grâce au pape Boniface III) et peuvent reprendre leurs travaux d'agrandissement de l'église sur la montagne, qui devient bientôt la destination de pèlerinages en provenance des communes voisines. Sa réputation de sainteté se renforce grâce à de nombreux miracles qu'il accomplit et qui se communiquent.
Une délégation officielle propose alors à Antonin de venir s'installer au monastère bénédictin de Saint Agrippin à Sorrente, ce qu'il accepte de faire en 618. Bientôt, il en devient le respectueux abbé. En bâtisseur, il construit une chapelle en l'honneur de saint Martin, dont il sculpte lui-même les portes en cyprès.

## Culte et miracles

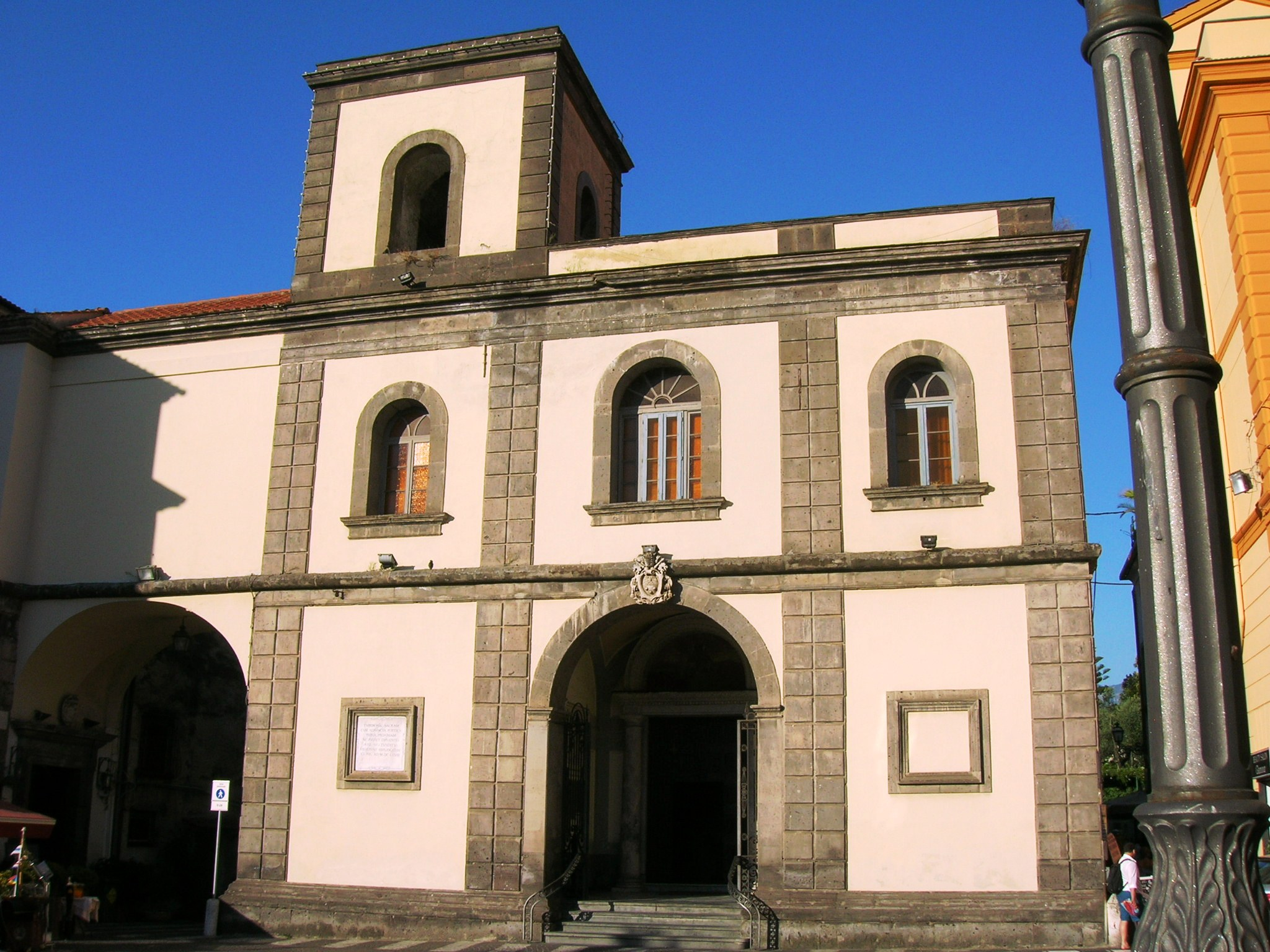
La basilique Saint-Antonin à Sorrente.

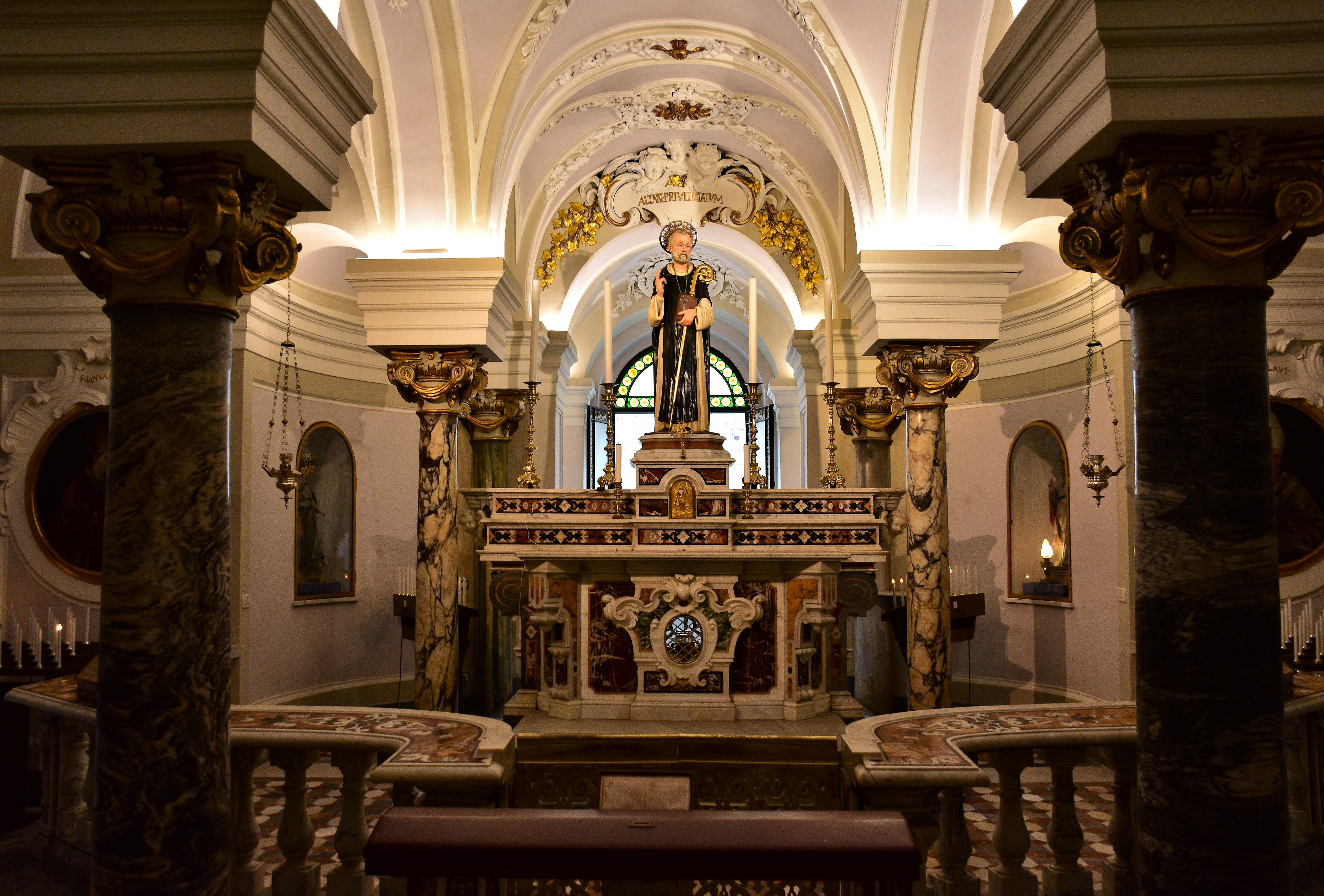
La crypte de la basilique où repose son corps.

Il mourut le 14 février 625 et son corps fut déposé dans un cercueil placé dans un mur du monastère, ayant déclaré à ses disciples, peu avant sa mort, qu'il voulait être enterré « ni à l'intérieur ni à l'extérieur de la ville ».
Cela donna lieu à l'épisode connu sous le nom de "miracle de la côte de saint Antonin". Vers le début du IXe siècle, un évêque de Sorrente décida de construire une église sur la sépulture. Afin de la localiser, il demanda à un maçon de creuser dans le pan de mur. S'exécutant, il aurait été frappé à l'œil par l'une des côtes du saint qu'il heurta, devenant aveugle. L'évêque fit arrêter les fouilles et ordonna que la relique soit portée en procession à l'évêché. Trois jours plus tard, il convoqua le maçon et, en approchant la côte de ses yeux, le guérit miraculeusement  . En souvenir de ce miracle, une fête est célébrée le 2 mai dite de la "Côte de saint Antonin", également connue sous le nom de "fête de l'Invention du corps de saint Antonin".
La basilique Saint-Antonin de Sorrente possède une statue en argent d'Antonin, sur laquelle sont inscrits la date de sa création, à savoir le 2 février 1564, et le nom de son créateur, Scipion de Costantio. La légende veut qu'une première statue ait été réalisée en 1494, mais qu'à la suite d'un raid ottomane le 13 juin 1558, elle ait été pillée et fondue pour en faire des armes. Les habitants de Sorrente souhaitaient en réaliser une nouvelle, mais faute de fonds, les travaux furent longs à finir : ce serait alors saint Antonin lui-même qui serait apparu à l'orfèvre napolitain chargé des travaux, lui remettant symboliquement un sac avec le reste de la somme manquante et s'attardant quelque temps, afin de bien observé que la statue soit conforme. Les habitants de Sorrente, après avoir trouvé l'argent et s'être rendus chez l'artisan, apprirent le miracle et, en guise de preuve, firent ajouter aux mains du saint un sac symbolisant la somme versée.
Canonisé par l'Église catholique romaine, saint Antonin de Sorrente est inscrit au Martyrologe romain, et fêté liturgiquement et localement le 14 février,.

## Source
- (it) Cet article est partiellement ou en totalité issu de l’article de Wikipédia en italien intitulé « Antonino di Sorrento » (voir la liste des auteurs).